# In the Woods…

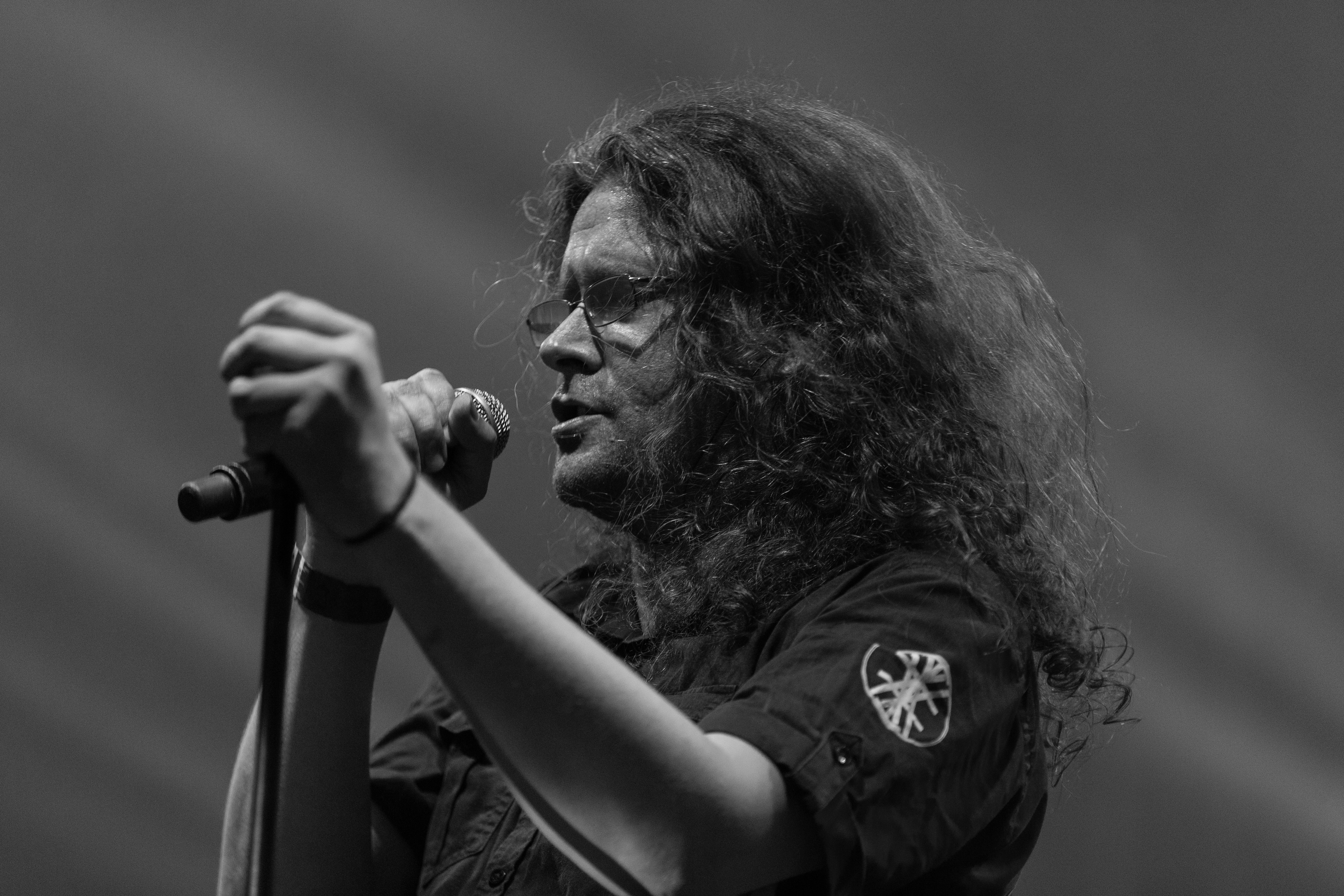
Sänger James Fogarty

In the Woods… ist eine Metal-Band aus Norwegen, die 1992 in Kristiansand gegründet wurde. Die Band trennte sich im Jahr 2000 und ist seit 2014 wieder aktiv.

## Geschichte
In the Woods… wurde im Herbst 1992 von Mitgliedern der Band Green Carnation gegründet, nachdem deren Kopf Tchort zu Emperor wechselte und sie deshalb auf Eis gelegt worden war. 1993 veröffentlichte die Band Rehearsal- und Demoaufnahmen; von The Isle of Men verkaufte sie weltweit über 3.000 Exemplare, was ihr einen Plattenvertrag bei Misanthropy Records einbrachte. 1995 erschien dort ihr Debüt HEart of the Ages. 1996 veröffentlichte die Band die Single White Rabbit und ging mit Katatonia auf Tournee, 1997 veröffentlichte sie ihr zweites Album Omnio. 1999 erschien ihr drittes Album Strange in Stereo.
2000 gab die Band ihre Auflösung bekannt und kündigte ein Abschiedskonzert an, das am 29. Dezember 2000 in der Caledonien Hall in Kristiansand stattfand. Dort wurde neben Stücken aller Veröffentlichungen ab 1995 das komplette Omnio-Album gespielt. Bei den Liedern vom Debüt wurde auf Kreischgesang verzichtet: „Schon 1994, als wir die Platte eingespielt haben, wollte ich nicht mit verzerrter Stimme singen, sondern klar. Aber die anderen in der Band baten mich, zumindest bei der Hälfte der Tracks zu schreien. […] Doch zwischen den Recordings des Debüts und dem letzten Gig sind sechs Jahre vergangen, und so erschien es mir nur natürlich, die Kreisch-Passagen zu ersetzen, zumal es nicht besonders schlau gewesen wäre, schon zu Beginn des Sets die Stimmbänder derart zu strapazieren.“ Nach der Auflösung wurde die Plattenfirma Karmakosmetix als Ausgangspunkt für künftige Projekte gegründet. Zu diesen zählen Stille Opprör und Transit. Ein Mitschnitt des Abschiedskonzert wurde 2003 als Live-Album mit dem Titel Liveatthecaledonienhall veröffentlicht. Schlagzeuger Andreas Kobro spielt heute bei Carpathian Forest. Er und viele der übrigen Mitglieder haben nach der Auflösung von In the Woods… Green Carnation weitergeführt.
2014 gab die Band bekannt, sich wieder zu reformieren. Ihr erstes gemeinsames Konzert gab die Band Anfang 2016 auf dem Blastfest in Bergen. Weitere Festivals Shows folgten u. a. auf dem Graspop in Belgien. Am 23. Juni 2016 kündigte man das Erscheinen des neuen Albums Pure an. Im gleichen Zug wurde die It's the Devil at the Doors-Tour mit der japanischen Band Sigh angekündigt.

## Stil
In der frühen Phase waren fast alle Mitglieder der Band von Under the Sign of the Black Mark und Blood Fire Death begeistert und hörten generell „sehr viel der ersten sechs Bathory-Alben“. Sie versuchten, einen ähnlichen Klang zu erzielen wie Quorthon, der Kopf der Band, weshalb sie anfangs auf Kreischgesang zurückgriff. Daher wurde die Band oft dem Black Metal zugeordnet, was sowohl sie selbst als auch unter anderem Frank Stöver vom Voices from the Darkside zurückwiesen. Ovl. Svithjod erklärte gegenüber Stöver, die Band sei sich der aufkommenden norwegischen Black-Metal-Welle bewusst gewesen, diese habe aber kein Monopol auf diesen Gesangsstil. Typisch waren Passagen mit treibendem Schlagzeug und stark verzerrtem Gesang, die sich mit atmosphärischen Zwischenspielen mit Klargesang abwechselten. Aufgrund der Beschäftigung mit dem Heidentum wurde die Band als eine der ersten Bands dem Pagan Metal zugeordnet. Ihre Demoaufnahme The Isle of Men beziehungsweise deren Wiederveröffentlichung A Return to the Isle of Men beinhaltete neben „irrwitzigen Tempi- und urplötzlichen, im Nachhinein aber nur logisch erscheinenden Passagenwechseln“ „Klargesang, Flüstern, richtiges Singen (!)“ und „Elemente aus dem Pop oder Ambient“. Die Band äußerte sich ungern zu ihren Texten. Es sei nicht wichtig, wovon sie handeln, es gehe „darum, dass sie wie die Musik ein Gefühl transportieren“. Es gebe einen „roten Faden in den Texten: die Periode, in der sie geschrieben wurden. Viele handeln vom Verlust, was seine Wurzel in persönlichen Problemen hat, durch die ich in dieser Zeit gegangen bin.“ Ovl. Svithjod bezeichnete viele der Bands, die von Black-Metal- auf Wikinger-Themen umstiegen, als „Trendies“, es sei ihm jedoch lieber, als wenn sie weiterhin über Satanismus sängen. Die Band zeigte sich von der Natur inspiriert, konnte sich jedoch mit Umweltschutzorganisationen wie Greenpeace aus ideologischen Gründen nicht identifizieren. Für Ovl. Svithjod waren die Inhalte der nordischen Mythologie „mehr als Geschichten, es erzeugte ein Gefühl von Abstammung. Ich bin erst später zur Musik gekommen, und es hat dann, als wir Songs schrieben, eine Art gegenseitige Befruchtung stattgefunden.“ Ovl. Svithjod war zeitweilig Mitglied der Balder-Bruderschaft und druckte auch eine Anzeige der Organisation in seinem Fanzine A 1000 Years.. ...of lost pride and dignity ab. Dort druckte er außerdem ein Interview mit dem damals verhafteten, aber noch nicht gerichtlich verurteilten Varg Vikernes von Burzum, das er unter anderem mit einem Hakenkreuz mit dem Wotansauge der von Vikernes gegründeten Allgermanischen Heidnischen Front gestaltete; er richtete „heidnische Grüße“ an Vikernes, allerdings spottete er auch über dessen Anmerkung, er sei stolz auf seine blauen Augen, blonden Haare und weiße Haut, da Vikernes sich seine Haare während seiner Black-Metal-Phase schwarz gefärbt hatte, druckte einen Comic ab, der Vikernes’ Kirchenbrandstiftungen parodierte, und bezeichnete Personen, die das Wotansauge verwenden, als Sklaven Vikernes’. Über den von Vikernes ermordeten Mayhem-Gitarristen Euronymous verbreitete er fälschlich, es sei bewiesen, dass dieser seinen Sänger Dead (der sich 1991 erschossen hatte) ermordet hätte, bezeichnete Vikernes’ Kommentare gegen ihn als „Enthüllung des ‚wahren‘ Euronymous“ und bezeichnete die Band Dissection in seiner Kritik zu ihrem Debüt The Somberlain als „Sklaven Mayhems“ und daher keines Respekts würdig. Später habe die nordische Mythologie „keine so große Rolle mehr“ gespielt, „auch sie war nur ein Schlüssel, der Türen in meinem Inneren geöffnet hat“.
Im Zuge ihrer Entwicklung „gewannen […] progressive und psychedelische Einflüsse immer mehr die Oberhand“. Das Debüt HEart of the Ages verband „Einflüsse von Progressiv-Rock, heidnischem Metal, klassischer Musik und viele verschiedenen Gesangsstile“. Ein Beispiel für die stilistische Diversität des Albums ist der erste Titel, Yearning the Seeds of a New Dimension, der mit einem ausgedehnten, „spacigen“ und atmosphärischen Keyboard-Einklang beginnt. Nach dem Synthesizer-Abschnitt folgt eine langsam gespielte Passage, in der auch das Schlagzeug und weitere Instrumente zum Einsatz kommen. Der (klare) Gesang setzt erst nach beinahe fünf Minuten ein. Nach etwa sechseinhalb Minuten kommt während einer Passage mit sanften Gitarren eine gesprochene Passage, zu der ein „unmenschliches“ und „garstiges“ Flüstern kommt. Nach etwa sieben Minuten kommen melodisches Gitarrenspiel, das Schlagzeug und erstmals gutturaler Gesang zum Einsatz, nach etwa neun Minuten geht das Lied in eine bedeutend schnellere Passage mit Tremolo-Gitarre und Blastbeats über, nach der erneut Klargesang zum Einsatz kommt. Im Ausklang des Titels wiederum kommt erneut sanftes Gitarrenspiel vor. Die Texte des Debütalbums „waren noch ziemlich ‚im Wald‘, es ging um Paganismus, um spirituelle Freiheit und die nordische Helden- und Göttersagen“. Laut Ovl. Svithjod bestand das erste Album „mehr daraus, Situationen innerhalb meiner nächsten Umgebung zu beobachten; war räumlich und von den Denkweisen her in Norwegen verhaftet“. Die Texte handelten weniger von Wikingern als von Philosophien und Ideologien ihrer Ära.
Omnio war „generell weniger metallisch ausgerichtet, elegisch, melancholisch, fast sylphenhaft“. Das Album ist doomiger gehalten als sein Vorgänger und enthält sowohl Growls als auch klaren Männergesang im Stil von My Dying Bride, der Kreischgesang hingegen ist fast vollständig verschwunden. Ovl. Svithjod bezeichnete das Album als „eine Selbstbeobachtung“.
Über die Zusammenstellung Three Times Seven on a Pilgrimage schrieb Sebastian König von Metalnews, sie hätte „auch gut und gerne hätte in den 70ern veröffentlicht werden können“. Sänger Jan Kenneth lieferte als Erklärung des Titels:

„What number is three times seven?- it’s an ode to timeless psychedelic music in the 21st century“

„Was für eine Zahl ergibt drei mal sieben?- Es ist eine Ode an die zeitlose psychedelische Musik im 21. Jahrhundert“

Auf ihrem Live-Album Liveatthecaledonienhall finden sich Stücke aller Veröffentlichungen ab dem Debüt. Auch die Stücke von diesem „erscheinen dabei keinesfalls als Fremdkörper, vielmehr schließen sie sich zu einer perfekten, stimmig klingenden Symbiose mit den aktuelleren Werken zusammen, obwohl In The Woods… über die Jahre eine ziemliche Entwicklung durchwandert haben“.
Die Band sieht Strange in Stereo „als eine Sammlung individueller Songs, die mit den Texten ein wenig wie Polaroids aus dem Leben eines Fremden wirken. Ich will keinen Bezug zum Zuhörer herstellen, dafür sind mir manche Themen doch zu nahe gegangen, und ich habe zu viel Nachdenklichkeit in die entsprechenden Texte gesteckt. Ich finde, wenn jeder wüßte, worum es genau in einem bestimmten Song geht, verlieren die Worte ihre Aura.“

## Rezeption
Das Debüt gilt als einflussreich für einige moderne Black- und Pagan-Metal-Bands. Yannick Lengkeek von Metal1.info zufolge sollte „[d]er Einfluss, den dieses Werk auf viele moderne Black Metal Bands sowie andere blackmetallisch angefärbte Musiker, wie beispielsweise Agalloch oder Woods of Ypres hatte, […] nicht unerwähnt bleiben“. Die NSBM-Band Graveland gibt auf ihrer MySpace-Präsenz In the Woods… als Inspiration an. Auch bei der Band Wolves in the Throne Room werden Einflüsse von In the Woods… angenommen.
Auch die übrigen Werke erhielten überwiegend positiven Zuspruch: „Mit epischen Keyboardteppichen, verträumten und ruhigen Passagen, mit schrägen Tönen, spacigen Klangfarben und teilweise sogar mit Violine erreicht man Dimensionen, die nur selten von einer Band erreicht wurden“, schrieb ein Autor von Metal.de über das Album Strange in Stereo.

## Diskografie

### Studioalben
- 1995: HEart of the Ages
- 1997: Omnio
- 1999: Strange in Stereo
- 2016: Pure
- 2018: Cease the Day
- 2022: Diversum
- 2025: Otra

### Andere Werke
- 1993: Rehearsal ’93 (Demo)
- 1993: Isle of Men (Demo)
- 1996: White Rabbit (7")
- 1996: A Return to the Isle of Men (Wiederveröffentlichung von Isle of Men mit Bonustiteln)
- 1998: Let There Be More Light (7")
- 2000: Epitaph (7")
- 2000: Three Times Seven on a Pilgrimage (Wiederveröffentlichung der Singles)
- 2003: Liveatthecaledonienhall (Live-Album)